# Phyllobotryon paradoxum
Phyllobotryon paradoxum là một loài thực vật có hoa trong họ Liễu. Loài này được (Baill.) Hul miêu tả khoa học đầu tiên năm 1991.